# Conchita Puig
Concepción Conchita Puig Barata (ur. 18 stycznia 1953 w Aiguafreda) – hiszpańska narciarka alpejska.

## Kariera
W Pucharze Świata zadebiutowała 9 stycznia 1971 roku w Oberstaufen, gdzie była szósta w slalomie. Tym samym już w debiucie zdobyła pierwsze pucharowe punkty. Jedyny raz na podium zawodów tego cyklu stanęła 2 lutego 1973 roku w Schruns, kończąc rywalizację w slalomie na trzeciej pozycji. W zawodach tych wyprzedziły ją tylko Rosi Mittermaier z RFN i Francuzka Patricia Emonet. Najlepsze wyniki osiągnęła w sezonie 1970/1971, który ukończyła na 20. pozycji w klasyfikacji generalnej.
Zajęła 29. miejsce w zjeździe na igrzyskach olimpijskich w Sapporo w 1972 r. Zajęła też 9. miejsce w slalomie na mistrzostwach świata w Val Gardena (1970) i w kombinacji na mistrzostwach świata w Sankt Moritz (1974).

## Osiągnięcia

### Igrzyska olimpijskie
| Miejsce | Dzień     | Rok  | Miejscowość | Konkurencja | Czas biegu | Strata | Zwyciężczyni       |
| ------- | --------- | ---- | ----------- | ----------- | ---------- | ------ | ------------------ |
| 29.     | 5 lutego  | 1972 | Sapporo     | Zjazd       | 1:36,68    | +5,69  | Marie-Theres Nadig |
| DSQ     | 8 lutego  | 1972 | Sapporo     | Gigant      | 1:29,90    | -      | Marie-Theres Nadig |
| DNF1    | 11 lutego | 1972 | Sapporo     | Slalom      | 1:31,24    | -      | Barbara Cochran    |

### Mistrzostwa świata
| Miejsce | Dzień     | Rok  | Miejscowość  | Konkurencja | Czas biegu | Strata     | Zwyciężczyni       |
| ------- | --------- | ---- | ------------ | ----------- | ---------- | ---------- | ------------------ |
| 22.     | 11 lutego | 1970 | Val Gardena  | Zjazd       | 1:58,34    | ?          | Annerösli Zryd     |
| 11.     | 13 lutego | 1970 | Val Gardena  | Slalom      | 1:40,44    | ?          | Ingrid Lafforgue   |
| 22.     | 14 lutego | 1970 | Val Gardena  | Gigant      | 1:20,46    | ?          | Betsy Clifford     |
| 9.      | 3 lutego  | 1970 | Val Gardena  | Kombinacja  | 30,31 pkt  | +67,57 pkt | Michèle Jacot      |
| 29.     | 5 lutego  | 1972 | Sapporo      | Zjazd       | 1:36,68    | +5,69      | Marie-Theres Nadig |
| DSQ     | 8 lutego  | 1972 | Sapporo      | Gigant      | 1:29,90    | -          | Marie-Theres Nadig |
| DNF1    | 11 lutego | 1972 | Sapporo      | Slalom      | 1:31,24    | -          | Barbara Cochran    |
| 23.     | 3 lutego  | 1974 | Sankt Moritz | Gigant      | 1:43,18    | ?          | Fabienne Serrat    |
| 9.      | 8 lutego  | 1974 | Sankt Moritz | Slalom      | 1:34,63    | 3,35       | Hanni Wenzel       |

### Puchar Świata

#### Miejsca w klasyfikacji generalnej
- sezon 1970/1971: 20.
- sezon 1971/1972: 24.
- sezon 1972/1973: 28.

#### Miejsca na podium
1. Schruns – 2 lutego 1973 (slalom) – 3. miejsce